# إرفين أولاف
إرفين أولاف (بالهولندية: Erwin Olaf)‏ (2 يوليو 1959 - 20 سبتمبر 2023)، هو مصور هولندي، ولد في 2 يونيو 1959 في هيلفرسوم في هولندا.

## الجوائز
- وسام الشرف للعلوم والفنون (13 مارس 2023).[37]

## وصلات خارجية
- الموقع الرسمي
- إرفين أولاف على موقع IMDb (الإنجليزية)
- إرفين أولاف على موقع مونزينجر (الألمانية)
- إرفين أولاف على موقع ميوزك برينز (الإنجليزية)
- إرفين أولاف على موقع قاعدة بيانات الفيلم (الإنجليزية)